# Rana el Kaliouby
Rana el Kaliouby (en arabe : رنا القليوبي ; née en 1978) est une informaticienne et entrepreneure égypto-américaine, chercheuse dans le domaine de la reconnaissance de l'expression faciale au moyen de nouvelles technologies. Elle s'intéresse à la reconnaissance faciale des émotions, en allant au-delà des limites des expressions exagérées ou caricaturales modélisées en laboratoire, pour se concentrer sur les regards subtils issus de situations réelles.     

## Éducation
El Kaliouby obtient un baccalauréat et une maîtrise ès sciences à l'Université américaine du Caire, puis un doctorat au Newnham College de Cambridge.  

## Carrière
El Kaliouby travaille comme chercheuse au Massachusetts Institute of Technology, et contribue à la fondation de l'Autism & Communication Technology Initiative. Son objectif initial consiste à améliorer l'interaction homme-machine, mais elle est rapidement fascinée par la possibilité d'appliquer cette technologie pour améliorer la communication homme-homme. En particulier pour les personnes autistes, dont beaucoup ont du mal avec la communication émotionnelle. Dans le groupe Affective Computing du MIT Media Lab, elle fait partie de l'équipe qui lance le développement de l'Emotional-Social Intelligence Prosthesis, des lunettes portables de lecture émotionnelle,,. El Kaliouby explique son travail lors d'une interview dans le documentaire américain de 2018 sur l'intelligence artificielle Do You Trust This Computer?. 
El Kaliouby déclare que les ordinateurs, efficaces en matière d'information, sont insuffisants lorsqu'il s'agit de déterminer les sentiments, et nécessitent une intervention manuelle pour répondre aux besoins d'un opérateur. Son travail réside dans l'étude des changements subtils du visage des personnes. Elle identifie 24 points de repère sur le visage, chacun se déplaçant de différentes manières, en fonction d'une émotion exprimée. Cela a de nombreuses applications, de la linguistique à la production vidéo.  
Rana el Kaliouby se donne pour mission d'humaniser la technologie grâce à l'intelligence émotionnelle artificielle, ce qu'elle nomme Emotion AI, en développant une plate-forme « d'apprentissage profond » qui combine l'expression faciale avec le ton de la voix pour déduire ce que ressent une personne.

## Entrepreneuse
Pionnière de l'intelligence artificielle, elle est la cofondatrice en 2009, avec Rosalind Picard d'Affectiva à Waltham, Massachusetts, dont elle est PDG. Cette startup de l'IA est issue du MIT Media Lab. L'entreprise, devenue leader de l'intelligence émotionnelle IA, travaille maintenant avec 25% des entreprises américaines Fortune 500. L'équipe Emotion Science d'Affectiva qu'elle dirige utilise la vision par ordinateur, l'apprentissage automatique et la science des données pour exploiter le référentiel des émotions faciales de l'entreprise. En 2017, Affectiva compte près de 6 millions de visages analysés dans 75 pays avec 5 313 751 vidéos de visages, soit 38 944 heures de données, représentant près de 2 milliards de cadres faciaux analysés  pour comprendre les sentiments et les comportements des personnes,. En novembre 2019, Affectiva fait l'objet d'une étude de cas à la Harvard Business School dans la catégorie Emotion AI avec le professeur Shane Greenstein.   
Elle parle régulièrement d'éthique en IA et lutte contre les préjugés en ce domaine lors de conférences allant du Aspen Ideas Festival au Future of Everything du Wall Street Journal. Elle accueille un PBS Nova.             

## Prix et reconnaissance
- Intronisation au Temple de la renommée des femmes ingénieures[11].

- BBC 100 Women en 2019[16].
- Fortune l'inclut dans sa liste 40 under 40 en 2018[17],[18].
- Le Forum économique mondial la déclare Jeune leader mondial (2018) et membre du Future Global Council on Robotics and Artificial Intelligence du WEF[19].
- Forbes (magazine) America's Top 50 Women In Tech en 2018[20].
- Smithsonian Magazine American Ingenuity Award in Technology en 2015[21].
- 7 femmes à surveiller en 2014 - Entrepreneur Magazine[22].
- Mass High Tech Top 20 Women to Watch en 2014[23].
- The Wired Smart List – Wired en 2013[24].
- MIT TR35 en 2012[25].

## Livres
- (en) avec Carol Colman, Girl Decoded: A Scientist's Quest to Reclaim our Humanity by Bringing Emotional Intelligence to Technology, Penguin Random House, 2020 (ISBN 9781984824769, lire en ligne)